# Lysekils köping
Lysekils köping var en tidigare kommun i Göteborgs och Bohus län. 

## Administrativ historik
Lysekil blev en friköping i Lysekils socken den 27 februari 1836.
Lysekil blev en egen köpingskommun från och med den 1 januari 1863, då Sveriges kommunsystem infördes. Den 6 juli 1900 erhöll Lysekils köping stadsprivilegier, dock med särskilda krav som skulle uppfyllas innan köpingen blev stad. Den 13 mars 1903 utnämndes borgmästaren och enligt reglerna skulle staden bildas månaden efter. Så skedde, och den 1 april 1903 ombildades köpingen till Lysekils stad, och hade hädanefter eget magistrat, rådhusrätt och stapelstadsrätt.
Köpingens församling Lysekils församling hade bildats som kapellförsamling 1700 som en utbrytning ur Lyse församling.

## Köpingvapen
Blasonering: En gyllene delfin i blått fält.
Köpingen antog den 6 december 1895 detta vapen (ej fastställt), där delfinen och den blå färgen syftar på ortens läge vid havet och fisket. Staden som köpingen ombildades till kom sedan att anta ett lite annorlunda vapen. 